# Destacamento de Inteligencia 125
El Destacamento de Inteligencia 125 (Dest Icia 125) fue una unidad de inteligencia del Ejército Argentino con base en Posadas.

## Historia
Durante el terrorismo de Estado en Argentina, el reglamento del Ejército Argentino establecía que las grandes unidades de combate, es decir, las brigadas, podían recibir apoyo de inteligencia mediante destacamentos, compuestos por interrogadores, intérpretes, etc. El Destacamento de Inteligencia 125 era una unidad dependiente del Comando del II Cuerpo de Ejército y con base en la ciudad de Posadas. Fue creado en 1980 a partir de la Sección de Inteligencia «Posadas», dependiente del Destacamento de Inteligencia 124.
En octubre de 1975, el general de brigada Roberto Eduardo Viola había dictado la directiva 404/75, que ordenaba los roles a cumplir por las diferentes unidades militares en la autodenominada «lucha contra la subversión». Para la inteligencia, dictó, entre otras cosas,  [sic] «un fluido y permanente intercambio informativo entre las unidades de inteligencia y el Batallón de Inteligencia 601 […]».